# 天龍光電
江蘇華盛天龍光電設備股份有限公司，簡稱江蘇華盛天龍光電設備股份、江蘇華盛天龍光電設備、江蘇華盛天龍光電，以及天龍光電（英語：Jiangsu Huasheng Tianlong Photoeletric Co.,Ltd.，深交所：300029），於2001年由馮金生（董事長）於總部位於中國江苏省金坛经济开发区华城路318号創立，前身為「常州华盛天龙机械有限公司」，以及「江苏华盛天龙机械股份有限公司」。
現時業務在國內經營太阳能电池硅材料生产与加工设备的研发、生产和销售，招股價為18.18元人民幣，發行新股為5000萬股，集資額為9.09億元人民幣，股份則在2009年12月15日於深交所創業板上市。